# Негова
Негова (словен. Negova) — поселення в общині Горня Радгона, Помурський регіон, Словенія. Висота над рівнем моря: 293,3 м.